# William H. Daniels
William H. Daniels (* 1. Dezember 1901 in Cleveland, Ohio; † 14. Juni 1970 in Los Angeles, Kalifornien) war ein US-amerikanischer Kameramann. Er wurde bekannt als „Garbos Kameramann“, da er bei fast allen ihren Filmen hierfür verantwortlich war.

## Karriere
William Daniels begann seine Karriere 1917 als Kameraassistent bei der Gesellschaft Triangle und stieg 1918 zum Chefkameramann der Universal auf, wo er verantwortlich für die meisten Filme von Erich von Stroheim war. Gemeinsam mit Irving Thalberg wechselte er 1924 zur neugegründeten MGM, für die er bis 1943 tätig war. Er traf Greta Garbo zuerst bei den Dreharbeiten zu Fluten der Leidenschaft und erkannte unverzüglich die besonderen Qualitäten ihres Gesichts. Er bestand darauf, die Schauspielerin in Großaufnahmen (close-ups) aufzunehmen und verzichtete meist auf Aufnahmen aus der Totalen und long shots. Aufgrund der Schüchternheit der Schauspielerin bestand er gegenüber dem Studio darauf, dass die Dreharbeiten im Atelier für alle Besucher gesperrt würden. Auch gab er ihr seine Anweisungen fast nur flüsternd, erreichte damit aber eine Vertrauensbasis, die die Zusammenarbeit der meisten anderen Stars mit ihrem Kameramann weit überstieg. Mit Ausnahme von Maria Walewska aus dem Jahr 1937 war Daniels für alle wichtigen Produktionen von Greta Garbo verantwortlich. Für diesen Film war er unabkömmlich, da sich die Dreharbeiten zu Marie-Antoinette mit Norma Shearer immer weiter verzögerten und Shearer unter keinen Umständen dazu bereit war, auf Daniels zu verzichten.
Innerhalb kurzer Zeit stieg Daniels zum gefragtesten Kameramann des Studios auf und viele weibliche Stars bemühten sich um seine Dienste. Er drehte mit Joan Crawford, Marion Davies, Jeanette MacDonald, Myrna Loy und Norma Shearer. Daniels trug entscheidend zum typischen MGM-Look bei: sehr weiches Oberlicht, großzügige, helle Ausleuchtung, viele Großaufnahmen und fast keine Schatten. Nach einer längeren Phase der Krankheit wechselte Daniels 1947 wieder zur Universal, wo er 1948 für die ungewöhnlich intensive Hell-Dunkel-Fotografie in Stadt ohne Maske von Jules Dassin den  Oscar in der Kategorie Beste Kamera in einem schwarz-weiß Film erhielt. Es war nach 1930 die zweite Nominierung. 1958 und 1964 folgte je eine weitere Nominierung für diesen Preis, diesmal in der Kategorie Kameraarbeit für einen Farbfilm. Er arbeitete bis zuletzt als Kameramann.
Von 1961 bis 1963 war er Präsident der American Society of Cinematographers.

## Filmografie (Auswahl)
- 1919: Blinde Ehemänner (Blind Husbands)
- 1922: Törichte Frauen (Foolish Wifes)
- 1924: Gier (Greed)
- 1925: Die lustige Witwe (The Merry Widow)
- 1925: Fluten der Leidenschaft (The Torrtent)
- 1926: Dämon Weib (The Temptress)
- 1926: Galgenhochzeit (Bardelys the Magnificent)
- 1926: Der verheiratete Junggeselle (Dance Madness)
- 1926: The Boob
- 1927: Es war (Flesh and the Devil)
- 1927: Anna Karenina (Love)
- 1928: Der Krieg im Dunkel (The Mysterious Lady)
- 1928: Eine schamlose Frau (Woman of Affairs)
- 1928: Ein Traum von Liebe (Dream of Love)
- 1928: Zwischen Frisco und der Mandschurei (Telling the World)
- 1928: Die Komödiantin (The Actress)
- 1929: Wilde Orchideen (Wild Orchids)
- 1929: Der Kuß (The Kiss)
- 1929: Queen Kelly
- 1929: Their Own Desire
- 1930: Anna Christie
- 1930: Anna Christie (deutsche Version)
- 1930: Montana Moon
- 1930: Romanze (Romance)
- 1931: Yvonne (Inspiration)
- 1931: Der Mut zum Glück (A Free Soul)
- 1931: Mata Hari
- 1931: Helgas Fall und Aufstieg (Susan Lenox: Her Fall and Rise)
- 1932: Menschen im Hotel (Grand Hotel)
- 1933: Rasputin: Der Dämon Rußlands (Rasputin and the Empress)
- 1933: Königin Christine (Queen Christina)
- 1933: Dinner um acht (Dinner at Eight)
- 1933: Die weiße Schwester (The White Sister)
- 1933: Rückkehr aus der Fremde (The Stranger’s Return)
- 1934: Der Tyrann (The Barretts of Wimpole Street)
- 1934: Der bunte Schleier (The Painted Veil)
- 1935: Tolle Marietta (Naughty Marietta)
- 1935: Anna Karenina
- 1935: Spione küßt man nicht (Rendezvous)
- 1936: Die Kameliendame (Camille)
- 1936: Romeo und Julia (Romeo and Juliet)
- 1937: Der letzte Gangster (The Last Gangster)
- 1937: Der Mann mit dem Kuckuck (Personal Property)
- 1938: Marie-Antoinette
- 1938: Three Loves Has Nancy
- 1938: Dramatic School
- 1939: Idiot’s Delight
- 1939: Ninotschka (Ninotchka)
- 1940: New Moon
- 1940: Rendezvous nach Ladenschluß (The Shop Around the Corner)
- 1940: Tödlicher Sturm (The Mortal Storm)
- 1941: So Ends Our Night
- 1941: Seitenstraße (Back Street)
- 1941: Ein toller Bursche (Honky Tonk)
- 1941: Der Schatten des dünnen Mannes (Shadow of the Thin Man)
- 1941: Fluchtweg unbekannt (They Met in Bombay)
- 1942: Dr. Kildare’s Victory
- 1943: Girl Crazy
- 1946: Sure Cures Kurzfilm
- 1947: Zelle R 17 (Brute Force)
- 1947: Angelockt (Lured)
- 1948: Stadt ohne Maske (The Naked City)
- 1948: Fünf auf Hochzeitsreise (Family Honeymoon)
- 1949: Abandoned
- 1950: Winchester ’73
- 1950: Mein Freund Harvey (My Friend Harvey)
- 1950: Abgeschoben (Deported)
- 1950: Dein Leben in meiner Hand (Woman in Hiding)
- 1951: Schwester Maria Bonaventura (Thunder on the Hill)
- 1951: Sieg über das Dunkel (Bright Victory)
- 1951: Spielschulden (The Lady Pays Off)
- 1952: Pat und Mike (Pat and Mike)
- 1952: Abenteuer in Rom (When in Rome)
- 1952: Schiff ohne Heimat (Plymouth Adventure)
- 1953: Die Glenn Miller Story
- 1953: Strandgut (Forbidden)
- 1953: Die Todesbucht von Louisiana (Thunder Bay)
- 1954: Über den Todespaß (The Far Country)
- 1955: In geheimer Kommandosache (Strategic Air Command)
- 1956: Die Benny Goodman Story (The Benny Goodman Story)
- 1957: Die Uhr ist abgelaufen (Night Passage)
- 1957: Mein Mann Gottfried (My Man Godfrey)
- 1958: Die Katze auf dem heißen Blechdach (Cat on a Hot Tin Roof)
- 1958: Verdammt sind sie alle (Some Came Running)
- 1959: Eine Nummer zu groß (A Hole in the Head)
- 1960: Frankie und seine Spießgesellen (Ocean’s Eleven)
- 1960: Can-Can
- 1961: Happy End im September (Come September)
- 1962: Das war der Wilde Westen (How the West Was Won)
- 1962: Spiel mit mir (Billy Rose’s Jumbo)
- 1962: Something’s Got to Give (unvollendet)
- 1963: Wenn mein Schlafzimmer sprechen könnte (Come Blow Your Horn)
- 1963: Der Preis (The Prize)
- 1964: Sieben gegen Chicago (Robin and the 7 Hoods)
- 1965: Colonel von Ryans Express (Ryan’s Express)
- 1965: Dreimal nach Mexiko (Marriage on the Rocks)
- 1966: Überfall auf die Queen Mary (Assault on a Queen)
- 1967: Derek Flint – hart wie Feuerstein (In Like Flint)
- 1967: Das Tal der Puppen (Valley of the Dolls)
- 1968: Alles was verboten ist (The Impossible Years)
- 1970: Hopp, Hopp (Move)

## Auszeichnungen
Oscar/Beste Kamera
- Oscarverleihung 1930 (November): Nominierung für Anna Christie
- Oscarverleihung 1949: Gewonnen Beste Kamera Schwarz-Weiß-Film für Stadt ohne Maske
- Oscarverleihung 1959: Nominierung Beste Kamera Farbfilm für Die Katze auf dem heißen Blechdach
- Oscarverleihung 1964: Nominierung Beste Kamera Farbfilm (gemeinsam mit Milton R. Krasner, Charles Lang, Joseph LaShelle) für Das war der Wilde Westen